# Людвиґ Фіншер
Людвиґ Фіншер (нім. Ludwig Finscher 14 березня 1930, Кассель — 30 червня 2020, Вольфенбюттель) — німецький музикознавець.

## Життєпис
Закінчив Ґеттінгенський університет (1954). У тому ж році в Ґеттінгені захистив докторську дисертацію, присвячену месам і мотети фламандського композитора XV століття Луазе Компера («Die Messen und Motetten Loyset Compères»). 
У 1955 — 1960 практикував як незалежний музичний критик, з 1960 — асистент видатного музикознавця Вальтера Віори спершу в Кільському, а з 1965 — в Саарську університеті. 
У 1967 захистив в Саарбрюккені професорську дисертацію (див. Габілітація) «Класичний струнний квартет і його основи у Йозефа Ґайдна» (нім. Das klassische Streichquartett und seine Grundlegung durch Joseph Haydn); дисертація Фіншера була опублікована в 1974 під назвою «Дослідження з історії струнного квартету, частина I». 
У 1968 — 1981 — професор музикознавства у Франкфурті, в 1981 — 1995 в Гейдельберзі. 
У 1977 — 1981 — президент Міжнародного товариства музичних досліджень.
Основна праця Фіншера — складене і відредаговане ним нове (друге, 29-томне) видання словника «Музика в історії та сучасності» (нім. Die Musik in Geschichte und Gegenwart), для якого написав близько 40 статей, в тому числі фундаментальну Instrumentalmusik (бл. 160 тис. знаків).
Автор кількох статей про Гайдна, Моцарта і про історію віденської класичної школи в цілому. Займався також музикою епохи Відродження, написав ряд статей про старовинну музику в двотомному словнику-довіднику «Музика XV і XVI століть». Один з редакторів повних зібрань творів К. В. Глюка, Моцарта і Гіндеміта.
У 2006 Фіншер удостоєний престижної Премії Бальцана.

## Публікації (вибірка)
- Zum Begriff der Klassik in der Musik // Deutsches Jahrbuch der Musikwissenschaft XI (1966), S.9-34.
- Zum Parodieproblem bei Bach // Bach-Interpretationen, hrsg. v. M. Geck. Göttingen, 1969, S.94-105.
- Gesualdos «Atonalität» und das Problem des musikalischen Manierismus // Archiv für Muskwissenschaft 29 (1972), S.1-16.
- Studien zur Geschichte des Streichquartetts. T.1: Die Entstehung des klassischen Streichquartetts von den Vorformen zur Grundlegung durch Joseph Haydn . Kassel, 1974 (Saarbrücker Studien zur Musikwissenschaft, Bd. 3). ISBN 9783761804193 .
- Zwischen absoluter und Programmusik: zur interpretation der deutschen romantischen Symphonie // Über Symphonien. Beiträge zu einer musikalischen Gattung: Walter Wiora zum 70. Geburtstag, hrsg. v. C.-H. Mahling. Tutzing, 1979, S.103-15.
- Die Entstehung nationaler Stile in der europäischen Musikgeschichte // Forum musicologicum IV (1984), S.33-56.
- Zur Bedeutung der Kammermusik in Hindemiths Frühwerk // Hindemith-Jahrbuch 1988, S.9-25.
- Die Musik des 15. und 16. Jahrhunderts, hrsg. v. L.Finscher, C.Dahlhaus, H.Danuser, H.-J.Hinrichsen. 2 Bde. Laaber: Laaber-Verlag, 1989-1990. 668 S. (Neues Handbuch der Musikwissenschaft, 3).
- ... Hier und da - können auch Kenner allein Satisfaction erhalten ...: zur Entstehung von Mozarts klassischem Stil // Jahrbuch der Akademie der Wissenschaften in Göttingen (1991), S.56-73.
- Die Entstehung des Komponisten: zum Problem Komponistenindividualität und Individualstil in der Musik des 14. Jahrhunderts // International Review of the Aesthetics and Sociology of Music 25 (1994), S.149-64.